# Viaducto de la Farola

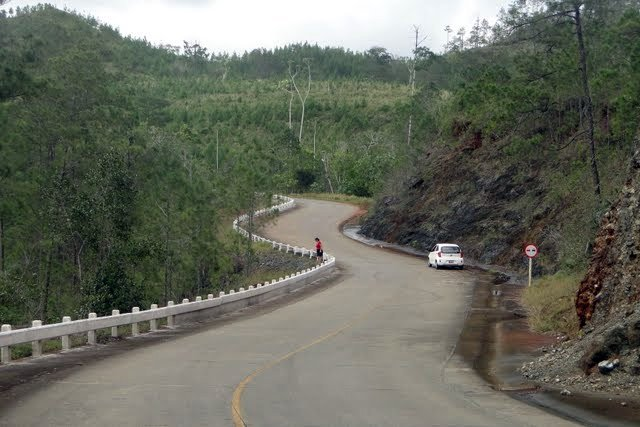
La Farola

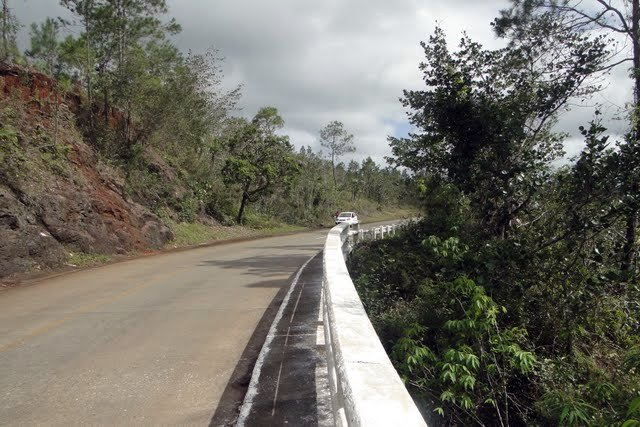
Calle Farola no lejos de Baracoa

El Viaducto de la Farola es la más reciente de las siete maravillas de la construcción en Cuba, la carretera del Viaducto de la Farola, inaugurada en 1965, constituyendo una obra de indudable valor e importancia. 
El viaducto es el más importante y directo enlace terrestre con que cuenta la primera villa fundada en Cuba, Baracoa, el municipio cubano más montañoso, con la capital de la provincia más oriental de la isla, Guantánamo. Otras vías de comunicación terrestre resultan muy largas, escabrosas y desafiantes: la carretera Baracoa-La Máquina-Cajobabo-Guantánamo, presenta cuestas difíciles de salvar por vehículos ordinarios y tramos completos los cuales quedan intransitables después de llover, lo cual ocurre muy frecuentemente. Por otro lado, la carretera Baracoa-Moa-Sagua de Tánamo-Guantánamo, aunque representa una distancia similar a la ruta de La Farola, implica recorrer secciones de terraplén, ocasionalmente intransitables y varios segmentos montañosos de notable limitación de seguridad. 
La carretera atraviesa todo el macizo montañoso Nipe-Sagua-Baracoa, con alturas que en ocasiones llegan a 450 metros sobre el nivel del mar. Para la construcción del viaducto se emplearon técnicas muy novedosas debido a que, por la situación geológica de la zona, es imposible el uso de explosivos.
Las vistas desde La Farola son notables por su espectacularidad. A lo largo del recorrido, si se hace de Guantánamo a Baracoa, se pasa de un paisaje desértico-costero a uno dominado por la selva tropical. La carretera, de curso muy sinuoso, permite las mejores vista imaginables, que incluyen las montañas, la densa vegetación y la propia carretera en su desenvolvimiento.
Es digno de resaltar que en toda su totalidad abundan manantiales que propician al viajero, aparte de lo espectacular, lo refrescante del ambiente. Cabe destacar que cuando llueve el tránsito es peligroso por derrumbes ocasionados parcialmente en varias de sus pendientes.
- Datos: Q1518985
- Multimedia: La Farola (Cuba) / Q1518985